# 韓賢
韓 賢（かん けん、? - 537年）は、中国の東魏の軍人。字は普賢。本貫は広寧郡石門県（現在の山西省晋中市寿陽県）。

## 経歴
六鎮の乱のとき葛栄に従ったが、葛栄が敗れると并州におもむき、爾朱栄の下で側近となった。永安3年（530年）、爾朱栄が殺害され、爾朱世隆らが建州や石城を攻撃すると、韓賢はその下で戦功を挙げた。爾朱世隆らが長広王元曄を擁立すると、韓賢は鎮遠将軍・屯騎校尉に任じられた。爾朱度律の下で帳内都督となり、汾陽県伯に封じられた。
普泰元年（531年）、前将軍・広州刺史となった。高歓が反爾朱氏の兵を起こすと、爾朱度律は韓賢が高歓と知己であったので、使者を送って韓賢を召還しようとした。韓賢は爾朱度律の召還に応じず、ひそかに高歓とよしみを通じた。中興2年（532年）、高歓が洛陽に入ると、爾朱氏の配下の官爵はみな除かれたが、韓賢は高歓と通じていたため、その官爵はもとのままであった。太昌元年（同年）、中軍将軍・光禄大夫に累進し、建州刺史として出向した。
永熙3年（534年）、孝武帝と高歓のあいだが険悪となると、韓賢は高歓の同志とみなされて孝武帝に憎まれ、建州刺史の任を剥奪された。汝陽王元暹が孝武帝の命を受けて石済に駐屯すると、韓賢は高歓の命を受けてこれを迎え撃った。孝武帝が関中に入ると、韓賢は行荊州事に転じた。東魏が建てられると、洛州刺史となった。天平4年（537年）10月、西魏の行台の宮景寿や都督の楊白駒らが洛州を攻撃すると、韓賢はこれを討って敗走させた。洛州の韓雄らが西魏と結んで反抗すると、韓賢は慕容紹宗とともに韓雄を撃破した。戦後の巡検中に、屍体の間にひそんだ刺客に襲われ、その脛（スネ）を断たれて死去した。
韓賢はかつて洛陽の白馬寺の経函を破壊したことがあり、それから幾ばくもなく死去したので、世間ではこのために禍を受けたものだと噂された。持節・都督定営安平四州諸軍事・侍中・大将軍・尚書令・司空公・定州刺史の位を追贈された。
子の韓裔が後を嗣いだ。

## 伝記資料
- 『北斉書』巻19 列伝第11
- 『北史』巻53 列伝第41